# Emma Berglund
Emma Berglund (* 19. Dezember 1988 in Umeå) ist eine schwedische Fußballspielerin. Die Abwehrspielerin debütierte 2011 in der schwedischen Nationalmannschaft. Sie gewann mit drei Vereinen die schwedische Meisterschaft.

## Karriere

### Vereine
Berglund begann mit dem Fußballspielen bei Täfteå IK. 2006 schloss sich die Abwehrspielerin Umeå IK an, mit dem sie 2007 gegen den FC Arsenal und 2008 gegen den 1. FFC Frankfurt die Endspiele um den UEFA Women’s Cup erreichte. Dabei kam sie aber nur im zweiten Finalspiel gegen den 1. FFC Frankfurt zum Einsatz, das mit 2:3 verloren wurde.
Zur Saison 2015 wechselte sie zum schwedischen Meister FC Rosengård. Für Rosengård kam sie in drei Spielzeiten der UEFA Women’s Champions League zum Einsatz. 2014/15 schieden sie im Viertelfinale gegen den VfL Wolfsburg nach einem 1:1 im Heimspiel und einem Auswärts-3:3 aufgrund der Auswärtstorregel aus. Ein Jahr später war wieder im Viertelfinale gegen einen deutschen Verein Schluss, diesmal gegen den 1. FFC Frankfurt. Nachdem beide ihre Auswärtsspiele mit 1:0 gewonnen hatten, verloren sie im Elfmeterschießen. Der Viertelfinalfluch hielt auch danach an, denn 2016/17 verloren sie in dieser Runde beide Spiele gegen die Frauen des FC Barcelona.
Zu Beginn der Saison 2017/18 wechselte Berglund zum Paris Saint-Germain FC in die französische Division 1 Féminine. Für PSG bestritt sie zwei Spiele im Viertelfinale der UEFA Women’s Champions League 2018/19 gegen die Chelsea Ladies, die im Achtelfinale Rosengård ausgeschaltet hatten. Nach einer 0:2-Auswärtsniederlage konnten sie daheim nur mit 2:1 gewinnen.
Im Juli 2019 kehrte sie zurück in ihre Heimat, um für Kopparbergs/Göteborg FC zu spielen. Bei ihrem ersten Spiel zog sie sich nach 15 Minuten einen Bruch im Oberschenkel zu und konnte erst im Oktober wieder eingesetzt werden. In der Saison 2020 bestritt sie 17 Spiele für Göteborg in der Liga und gewann ihre vierte Meisterschaft. Zur Saison 2021 wechselte sie zum FC Rosengård. In der UEFA Women’s Champions League 2020/21 kam sie im Frühjahr 2021 zu vier Einsätzen und erreichte mit Rosengård das Viertelfinale, wo aber zweimal gegen die Frauen des FC Bayern München verloren wurde (0:3 und 0:1). Im Sommer 2021 schied sie mit Rosengård in der Qualifikation zur UEFA Women’s Champions League 2021/22 gegen die Frauen des TSG 1899 Hoffenheim nach einer 0:3-Heimniederlage und einem 3:3 im Rückspiel aus, gewann aber mit Rosengård ihren fünften Meistertitel.

### Nationalmannschaft
Berglund machte ihr erstes Länderspiel für die A-Nationalmannschaft beim 1:1 am 20. November 2011 gegen die USA. In den folgenden Spielen entwickelte sie sich zur Stammspielerin und kam 2012 in neun von zehn Spielen zum Einsatz, u. a. beim Algarve-Cup 2012, wo Schweden Platz vier belegte.
Sie stand im schwedischen Kader für die Olympischen Spiele 2012. Aufgrund eines im April 2013 erlittenen Kreuzbandrisses konnte sie für die EM 2013 in Schweden nicht berücksichtigt werden.
Im Mai 2015 wurde sie für die WM 2015 nominiert. Sie wurde in zwei Spielen eingesetzt und schied mit ihrer Mannschaft im Achtelfinale gegen Deutschland aus.
Sie stand auch im Kader der Schwedinnen, der bei den Olympischen Spielen 2016 die Silbermedaille gewann. Sie wurde dabei in vier Spielen eingesetzt. Aber nur bei der 1:5-Niederlage gegen Brasilien spielte sie über 90 Minuten. Beim torlosen Remis gegen China wurde sie in der 78. und im Viertel- sowie Halbfinale in der Schlussminute der Verlängerung eingewechselt. In den biden Elfmeterschießen gegen die USA und Brasilien musste sie nicht antreten.
In der Qualifikation für die EM 2017 wurde sie viermal eingesetzt und spielte dabei immer über 90 Minuten. Für die EM wurde sie auch nominiert, aber nicht eingesetzt. Für die anschließende WM-Qualifikation wurde sie nur für das erste Spiel nominiert, aber nicht eingesetzt. Am 27. November 2017 wurde sie dann noch einmal im Freundschaftsspiel gegen Frankreich eingewechselt.
Im Juni 2021 wurde sie dann wieder für zwei Freundschaftsspiele nominiert und am 15. Juni beim Spiel gegen Australien auch eingesetzt. Für die wegen der COVID-19-Pandemie um ein Jahr verschobenen Olympischen Spiele 2020 wurde sie nicht nominiert. In den ersten fünf Spielen der Qualifikation für die WM 2023 saß sie zweimal auf der Bank. Für die WM wurde sie nicht nominiert.

## Erfolge
- Schwedische Meisterin 2007, 2008 (Umeå IK), 2015 (FC Rosengård), 2020 (Kopparbergs/Göteborg FC), 2021 und 2022 (FC Rosengård)
- Schwedische Pokalsiegerin 2015/2016 und 2021/2022
- Schwedische Superpokalsiegerin 2015, 2016
- Französische Pokalsiegerin 2017/2018
- Olympische Silbermedaille 2016

## Auszeichnungen
- Schwedens Abwehrspielerin ("årets back") des Jahres: 2012

## Sonstiges
Berglund ist seit 2018 mit dem  Handballspieler Loui Sand liiert.